# Nurtai Äbiqajew

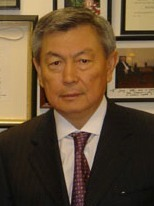
Nurtai Äbiqajew

Nurtai Äbiqajuly Äbiqajew (kasachisch Нұртай Әбіқайұлы Әбіқаев, russisch Нуртай Абыкаевич Абыкаев/Nurtaj Abykajewitsch Abykajew; * 15. Mai 1947 in Jambul, Kasachische SSR) ist ein kasachischer Diplomat und Politiker. Er ist Mitglied des kasachischen Senates.

## Biografie
Äbiqajew studierte an der Staatlichen Technischen Universität des Uralgebiets. Nach dem Militärdienst arbeitete er von 1972 bis 1976 in einer Maschinenbaufabrik im kasachischen Alma-Ata und begann, sich in der Kommunistischen Partei Kasachstans zu engagieren. Er wurde 1988 zum Assistenten des Vorsitzenden des Rates der Volkskommissare der Kasachischen SSR.
Im Jahre 1990 wurde er Generalstabschef des Präsidenten und des Premierministers Kasachstans sowie Mitglied des Sicherheitsrates der Republik Kasachstan. 1995 wurde Äbiqajew als Botschafter Kasachstans ins Vereinigte Königreich entsandt, kehrte aber bereits im September 1996 als Assistent des Präsidenten Nursultan Nasarbajew nach Kasachstan zurück. 1998 wurde Äbiqajew als Vorsitzender des Nationalen Sicherheitskomitees, des kasachischen Geheimdienstes, eingesetzt. Nachdem öffentlich geworden war, dass das kasachische Verteidigungsministerium offenbar 30 alte MiG-Kampfjets aus Beständen des kasachischen Militärs an Nordkorea verkaufen wollte, wurden der damalige Verteidigungsminister Muchtar Altynbajew und Äbiqajew wegen grober Verletzungen der Waffenhandelsgesetze im August 1999 entlassen.
Danach dauerte es nicht lange, bis er wieder in die Politik zurückkehrte. So wurde er im April 2000 als stellvertretender Außenminister eingesetzt;nur wenige Monate später wurde er Leiter der Administration des Präsidenten, die er vom Januar 2002 bis zum März 2004 leitete. Anschließend war er Vorsitzender des kasachischen Senats und ab dem 12. Februar 2012 kasachischer Botschafter in Russland. 2008 ging er zurück nach Kasachstan und wurde am 14. Oktober 2008 erneut stellvertretender Außenminister.
Vom 23. August 2010 bis zum 25. Dezember 2015 war er erneut Vorsitzender des Nationalen Sicherheitskomitees. Seitdem ist er Mitglied des Ausschusses für Internationale Beziehungen, Verteidigung und Sicherheit des kasachischen Senates.
2002 wurde er mit dem Orden der Freundschaft, 2007 mit dem Orden der Ehre ausgezeichnet.

## Privates
Äbiqajew ist verheiratet und hat zwei Söhne und eine Tochter sowie fünf Enkelkinder.